# Episodi di The Girls Next Door (quinta stagione)
La quinta stagione della serie televisiva The Girls Next Door è andata in onda negli USA dal 18 agosto
2008 al 1º marzo 2009 sul canale E!.
| nº | Titolo originale           | Titolo italiano | Prima TV USA     | Prima TV Italia |
| -- | -------------------------- | --------------- | ---------------- | --------------- |
| 1  | House Bunnies              |                 | 18 agosto 2008   |                 |
| 2  | Hot Chocolate              |                 | 5 ottobre 2008   |                 |
| 3  | She Got Game               |                 | 12 ottobre 2008  |                 |
| 4  | Scream Test                |                 | 19 ottobre 2008  |                 |
| 5  | Change of Undress          |                 | 26 ottobre 2008  |                 |
| 6  | Girl Crazy (part 1)        |                 | 9 novembre 2008  |                 |
| 7  | Girl Crazy (part 2)        |                 | 16 novembre 2008 |                 |
| 8  | Kentucky Fried             |                 | 23 novembre 2008 |                 |
| 9  | Pleading the 55th (part 1) |                 | 30 novembre 2008 |                 |
| 10 | Pleading the 55th (part 2) |                 | 7 dicembre 2008  |                 |
| 11 | Catcher in the Raw         |                 | 14 dicembre 2008 |                 |
| 12 | Glued to Their Sets        |                 | 21 dicembre 2008 |                 |
| 13 | Kickin'Aspen               |                 | 28 dicembre 2008 |                 |
| 14 | Happy Birthday, Anastasia  |                 | 4 gennaio 2009   |                 |
| 15 | Tying the Naughty          |                 | 18 gennaio 2009  |                 |
| 16 | Fangs for the Mammaries    |                 | 25 gennaio 2009  |                 |
| 17 | The Spa Who Loved Me       |                 | 8 febbraio 2009  |                 |
| 18 | The Big Easy Does It       |                 | 8 febbraio 2009  |                 |
| 19 | Scuba, Scuba, Do!          |                 | 15 febbraio 2009 |                 |
| 20 | Third Time's the Charming  |                 | 15 febbraio 2009 |                 |
| 21 | Transitions (part 1)       |                 | 1º marzo 2009    |                 |
| 22 | Transitions (part 2)       |                 | 1º marzo 2009    |                 |